# Рогуле, Лаура
Лаура Рогуле (латыш. Laura Rogule; род. 5 февраля 1988, Рига) — латвийская шахматистка, гроссмейстер (2005) среди женщин.
В 2002 году победила на чемпионате мира по шахматам среди девочек до 14 лет в Греции. 13 раз побеждала на чемпионатах Латвии по шахматам среди женщин (2003, 2005, 2006, 2009, 2010, 2011, 2013, 2015, 2016, 2020, 2021 2022 и 2023). 8 раз представляла Латвию на женских шахматных олимпиадах (2004—2018), в том числе два раза, в 2008 и в 2018 году, играла на первой доске. Три раза участвовала в команде Латвии в командных чемпионатах Европы (2001, 2015, 2019). В 2012 году выиграла чемпионат Европы по блицу и быстрым шахматам в Варшаве. В ноябре 2021 года в Риге она заняла 34-е место на турнире «Большая женская швейцарка ФИДЕ». В августе 2022 года была лучшей среди женщин в турнире «А» на шахматном фестивале «РТУ Опен».

## Изменения рейтинга
| Графики недоступны из-за технических проблем. См. информацию на Фабрикаторе и на mediawiki.org. |